# Jacopo Riccati

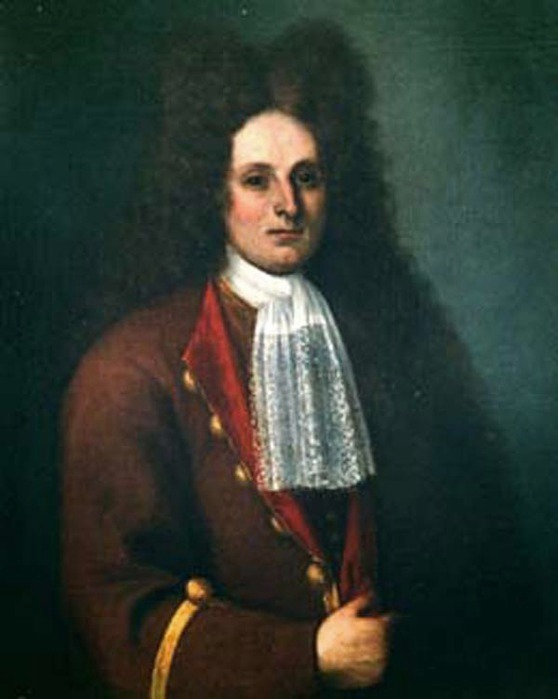
Jacopo Riccati

Jacopo Francesco Riccati (* 28. Mai 1676 in Venedig; † 15. April 1754 in Treviso) war ein italienischer Mathematiker. Er ist vor allem für seine Untersuchungen von Differentialgleichungen und die Methoden zur Reduzierung der Ordnung von Gleichungen bekannt.

## Leben
Riccati stammte aus reichem venezianischem Adel und studierte Jura an der Universität Padua. Durch seinen Freund Stefano Degli Angeli wurde er für die Mathematik interessiert und veröffentlichte ab 1710. Er wirkte in Venedig und stand mit zahlreichen Wissenschaftlern in Kontakt. Ein Angebot, Präsident der Akademie in Sankt Petersburg zu werden, schlug er aus, um in Venedig zu bleiben, wo er unter anderem den Senat im Bau von Dämmen und Kanälen beriet.

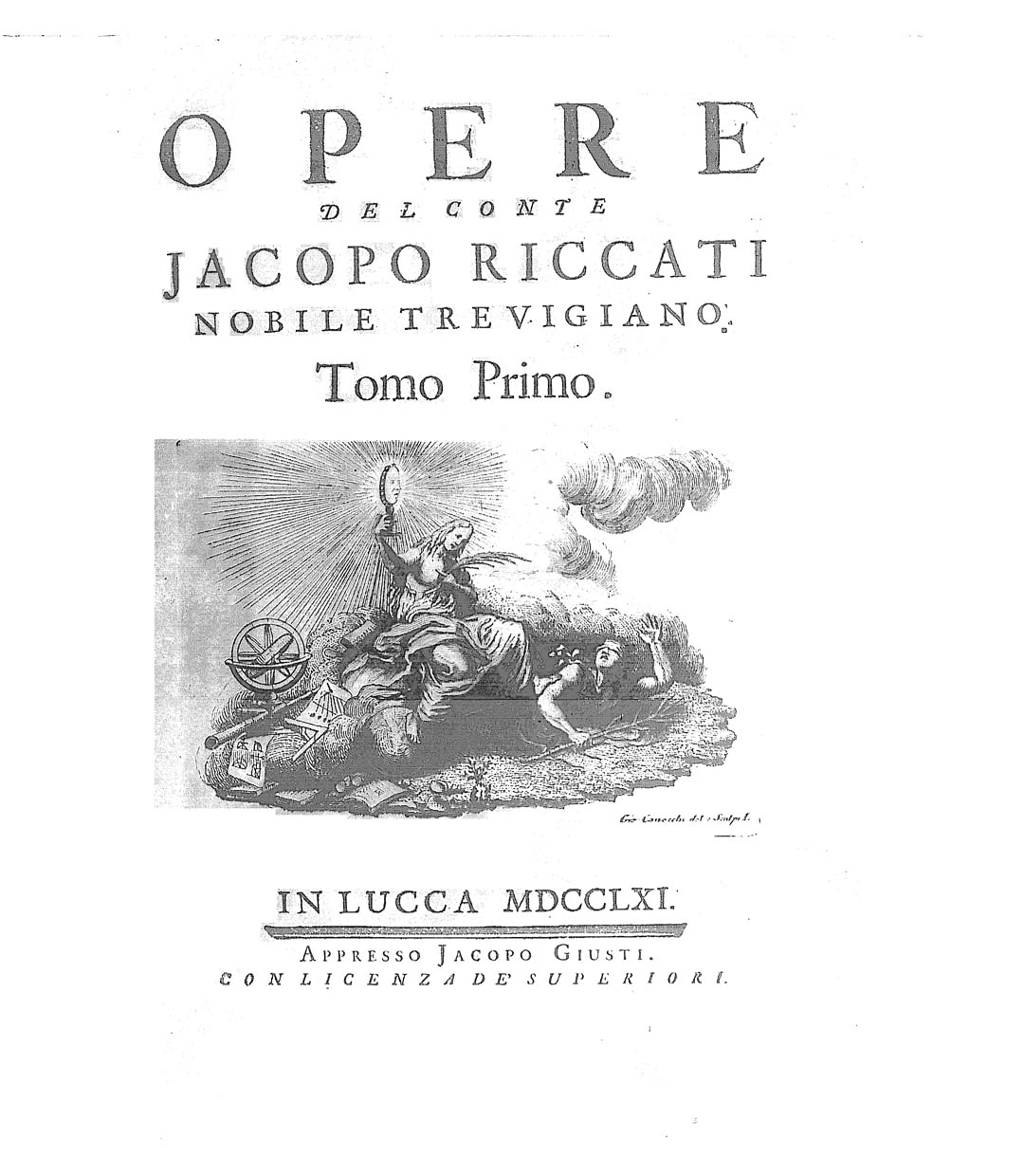
Opere, 1761

Er betrachtete mehrere allgemeine Klassen von Differentialgleichungen und fand Lösungsmethoden, die von vielen (u. a. Daniel Bernoulli) übernommen wurden. Besonders ausführlich hat er eine der nach ihm benannten Riccati-Gleichungen untersucht (Acta Eruditorum 1722/3).
Riccati heiratete 1696 die Adelige Elisabetta dei Conti d’Onigo, mit der er 18 Kinder hatte, die er selbst unterrichtete und für Mathematik begeistern konnte. Darunter die Söhne Vincenzo (1707–1775), Giordano (1709–1790) und Francesco (1718–1791), die alle selbst bekannte Mathematiker wurden. Seine posthum 1758 in Treviso und in 2. Auflage 1761 bis 1765 in Lucca erschienenen Werke wurden von seinem Sohn Giordano veröffentlicht.
Nach ihm wurde der Asteroid (14074) Riccati benannt.
Sein Name wird manchmal falsch Ricatti geschrieben.